# Tadeusz Kupidura
Tadeusz Kupidura (ur. 14 marca 1950 w Skaryszewie) – polski biznesmen, właściciel firmy Jadar, pierwszego i największego w Polsce producenta kostki brukowej i galanterii betonowej, właściciel, prezes i sponsor strategiczny klubu siatkarskiego, Jadaru Sport Radom, istniejącego w latach 2003-11.

## Życiorys
Studiował w Wyższej Oficerskiej Szkole Lotniczej w Dęblinie, natomiast studia ukończył na Politechnice Śląskiej. W 1989 roku założył Jadar, którego nazwa pochodzi od imion jego synów, Jarosława i Dariusza. Jego przedsiębiorstwo rozszerzyło się do 9 fabryk i 2 składów fabrycznych. W 2004 przeniósł centralę firmy do Radomia.
W 2003 jego firma została tytularnym sponsorem siatkarzy RTS-u. W grudniu tego roku objął stanowisko prezesa klubu. W zespół siatkarski zainwestował ponad 3 miliony złotych. Skłócił jednak ze sobą kibiców Czarnych Radom, ponieważ nie dostosował się do swojej deklaracji, którą ujawnił przed objęciem stanowiska. Zadeklarował, że wyraz "Czarni" będzie stanowić człon nazwy drużyny, tym samym kontynuując tradycje klubu z 1921. W sezonie 2005/06 Jadar awansował do Polskiej Ligi Siatkówki i występował w niej do 2010. W maju 2010 odsprzedał udziały w PlusLidze za 100 tysięcy złotych (dodatkowo odstępne w postaci reklamy to około 400 tysięcy złotych) spółce AZS Politechnika Warszawska, której drużyna przegrała z Jadarem batalię o utrzymanie się w najwyższej klasie ligowej. W wyniku zamiany miejsc, w sezonie 2010/11 radomski klub miał występować w I lidze. Po roku Kupidura porozumiał się z działaczami KPS Siedlce i postanowił nieodpłatnie przekazać miejsce w I-ligowych rozgrywkach klubowi z Siedlec, w zamian za umieszczenie członu "Jadar" w nazwie klubu do końca sezonu 2012/13.
W 2011 postanowił zainwestować w siatkówkę żeńską. Porozumieniu z Politechniką Radomską, w wyniku czego utworzono sekcję. Zespół rozpoczął zmagania na zapleczu ekstraklasy pod nazwą Jadar AZS Politechnika Radom, po kupnie miejsca od Gedanii Gdańsk. Po sezonie Kupidura zrezygnował z działalności.

## Wyróżnienia
- Wyróżnienie od Wielkiej Kapituły powołanej przez Gazetę Wyborczą za działalność gospodarczą w 2001 roku
- Sponsor Roku 2007 radomskiego sportu

## Kontrowersje
- Zakup w 2003 r. za 605 tys. zł. działki w centrum Radomia o powierzchni 15 tys. m kw. z przeznaczeniem pod inwestycję w halę widowiskowo-sportową, aquapark z dwoma zjeżdżalniami, hotel, kręgielnię, centrum odnowy biologicznej, restaurację, kawiarnię, małe sklepy, salę klubową. Zaplanowana inwestycja nie została zrealizowana. Inwestor przeprowadził negocjacje z miastem w sprawie odkupienia działki za 2,5 mln zł[5][6].